# Dendrobium hepaticum
Dendrobium hepaticum är en orkidéart som beskrevs av Johannes Jacobus Smith. Dendrobium hepaticum ingår i släktet Dendrobium, och familjen orkidéer. Inga underarter finns listade i Catalogue of Life.